# Opisthacanthus maculatus
Espèce
Opisthacanthus maculatus est une espèce de scorpions de la famille des Hormuridae.

## Distribution
Cette espèce est endémique de Madagascar et vit dans les régions d'Atsimo-Andrefana et d'Ihorombe.

## Description
Le mâle holotype mesure 36,2 mm et la femelle paratype 35,7 mm.

## Publication originale
- Lourenço & Goodman, 2006 : A reappraisal of the geographical distribution of the genus Opisthacanthus Peters, 1861 (Scorpiones: Liochelidae) in Madagascar, including the descriptions of four new species. Boletín de la Sociedad Entomológica Aragonesa, no 38, p. 11-23 (texte intégral).